# السنطة
السنطة هي مدينة مصرية في محافظة الغربية وقاعدة مركز السنطة. تُقدر مساحتها بحوالي 218.53 كيلومتر مربع، ويبلغ عدد سكانها حوالي 48,038 نسمة. القرية قديمة وكثيرة الذكر في المصادر العربية. المدينة مركز خدمي وتجاري لمركزها ومحطة هامة لخط طنطا زفتى ويوجد بها نادى السنطة الرياضى ومستشفى عام حديثة. ذُكر أن اسم السنطة يرجع إلى شجرة السنط أو إلى كلمة سنتة المصرية التي تعني مشروع.

## التاريخ
السنطة هي قرية قديمة اسمها المصري القديم سدمنت وردت في أعمال السمنودية ضمن قرى الروك الصلاحي التي أحصاها ابن مماتي في كتاب قوانين الدواوين، كما ذكرها ابن الجيعان «التحفة السنية بأسماء البلاد المصرية» باسم «سدمنت وهي السنطة من أعمال الغربية». يعود اسم السنطة إلى عهد الدولة الفاطمية حيث ذكرت في نزهة المشتاق للإدريسي باسمها الحالي وكذلك في كتاب المشترك لياقوت الحموي وذكر أنها من كور السمنودية.
كانت السنطة من قرى مركز الجعفرية الذي صدر قرار بنقل قاعدته من مركز الجعفرية إلى السنطة في عام 1884 لاتصالها بخط السكة الحديد ولكن بقى الاسم كما هو ولم يغير حتى عام صدر الأمر بذلك في 22 فبراير 1896 بتغيير اسمه إلى مركز السنطة.
أما منشاة السنطة فهي من البلاد الحديثة وأصلها من توابع السنطة ثم فصلت عنها إداريًا في عام 1932 وأصبح لها زمام في العام الذي يليه من أراضي السنطة وأبو الجهور ومسهلة. ثم ضمت المدينة إلى قرية السنطة في عام 1960 ليشكلا مدينة السنطة.

## الجغرافيا
تقع مدينة السنطة وسط دلتا النيل تطل المدينة القديمة على بحر شبين من الشرق وتحدها الترع المتفرعة منه، أما منشأة السنطة التي تبعد عن مركز المدينة كليو ونص فهي قائمة حول السكة الحديد. أرض المدينة سهلية سوداء طينية رسوبية متشكلة من طمي النيل (مثل بقية الدلتا)، ومرتفعة قليلا عن الأراضي الزراعية التي حولها ومنحدرة قليلا من الجنوب للشمال. مناخ السنطة مناخ دافئ شتاء حار صيفًا وهو معتدل نسبيًا طوال العالم وهي موجودة ضمن الإقليم الأوسط قليل المطر الذي يبلغ متوسط هطول المطر فيه ما بين 25 مم و100 مم.
بلغت مساحة المدينة 17,5 فدان في عام 1897، ثم ارتفعت إلى 24,7 فدان في عام 1937 ثم إلى 28 فدان عام 1947 ثم إلى 42,8 في عام 1966 ثم إلى 371 فدان عام 1986 وهو أكبر نمو عمراني لها منذ نشأتها حيث زادت 9 أضعاف حجمها السابق أي 767% وفي هذه الفترة ظهرت ملامح السنطة كمدينة وأصبحت أكبر مدن المركز. قدرت مساحة المدينة ب 1.2 كم2 في عام 2007.
يحد مركز السنطة من الشمال المحلة الكبرى ومن الشرق مركز زفتى ومن الغرب طنطا ومن الجنوب مركز بركة السبع، ويوضح ذلك الجدول بالأسفل:

## السكان
بلغ عدد سكان السنطة 48,038 نسمة في تقدير 2025، وهي مدينة صغيرة مقارنة بعاصمة المحافظة طنطا وأكبر مدنها المحلة الكبرى. أكبر حالة تعليمية في المدينة هم ذوي التعليم الفني المتوسط البالغين 7,698، يتبعهم ذوي المؤهل الجامعين يبلغون 5,263 ثم الأميين 4,221 من إجمالي 30,558 شخص فوق العشر سنوات. بلغت نسبة القيد بجميع المراحل التعليمية 88.4% في عام 2005، ونصيب الفرد من المساحات الخضراء 0,25377، ومتوسط الأسرة 3.7 ومعدل النمو 1.6538 في فترة 2006/1996.
ترجع الزيادة الكبيرة في عدد سكان المدينة إلى الهجرة بشكل أساسي، حيث شكلت الهجرة 95.15% من الزيادة في عدد سكان المدينة في فترة 1996/1986، و94.6% في فترة 2006/1996. بلغت نسبة الزيادة في عدد السكان 3,2% في عام 1986 و2,3% في عام 1996 و1,6% في عام 2006. يوجد بالمدينة قصر ثقافة ومكتبة خاص به أنشئت عام 1979.
| السنة/الحي   | 1897 | 1907 | 1927 | 1947 | 1960 | 1976   | 1986   | 1996   | 2006   | 2017   | 2025   |
| ------------ | ---- | ---- | ---- | ---- | ---- | ------ | ------ | ------ | ------ | ------ | ------ |
| السنطة البلد | 3229 | 3721 | 4630 | 4022 | 4926 | 15,639 | 21,510 | 27,187 | 32,033 | 40,109 | 48,038 |
| منشأة السنطة | 3229 | —    | —    | 4600 | 5526 | 15,639 | 21,510 | 27,187 | 32,033 | 40,109 | 48,038 |

### الدين
بالنسبة للدين فأغلب سكان المدينة مسلمون فذكر في تعداد عام 1986 أن عدد المسلمين 29,881 نسمة وعدد المسيحين 629 نسمة. من أهم مساجد السنطة مسجد المنشاوي ومسجد السمنودي ومسجد محطة القطار. يوجد بالسنطة كنيستين كنيسة السيدة مريم العذراء بالسنطة البلد وكنيسة الشهيد العظيم مارجرجس بمنشأة السنطة، تتبع الكنيستين الأرثوذكسين إبراشية طنطا والتي يرأسها الأنبا بولا مطران طنطا وتوابعها.

## الاقتصاد
يتركز اقتصاد السنطة على الزراعة، تتصل المدينة بطرق سريعة إلى مدينتي طنطا وزفتى وطرق محلية أخرى تصلها بالمدن والقرى المجاورة. تشتهر المدينة ومركزها بزراعة العنب إنتاج الزبيب وهي الأولى على مصر في ذلك. يوجد بمركز السنطة 5967 وحدة حيوانية أي 7,5% من الثروة الحيوانية بالمحافظة والمركز السادس على مراكز المحافظة. يوجد في السنطة عدة مصانع، يبلغ عدد المنشأت الغذائية 56 منها مصنع الفتح أشهر مصنع لإنتاج منتجات الألبان بالغربية، ومصانع الأعلاف مثل مصنع البدري.
يوجد بالمدينة محطة تنقية مياة للشرب والمقامة على مساحة 17 فدانًا وهي الأكبر في الغربية وبطاقة إنتاجية 1500 ك/ ث ويستفيد منها 600 ألف نسمة، ومحطة تقوية تابعة لإذاعة القرآن الكريم. تقع المدينة على خط سكة حديد طنطا إلى الزقازيق والذي يصل المدينة بزفتى وميت غمر، وتتصل بخط فردي يتصل بخط طنطا المنصورة دمياط عند قرية محلة روح.

## التقسيم الإداري

الوحدات المحلية بمركز السنطة

السنطة هي قاعدة مركز السنطة ويتبعها 11 كيان مدينة السنطة و10 وحدات محلية (الجعفرية وكفر كلا الباب والقرشية وميت حواي وشبراقاص واشناواى والجميزة ومسهلة وميت يزيد) و44 قرية. تبلغ مساحة مركز السنطة 218.53 كم2 وهو الخامس من حيث المساحة. ويرأس المدينة ومركزها مني إبراهيم صالح أبو ورك.

## الأعلام
- عثمان راضي السنطاوي محقق في التجويد والقراءات العشر من طرق الشاطبية والدرة وطيبة النشر وهو من أعيان القرنين الثالث عشر والرابع عشر الهجري.[30]

### منشورات
1. 1 2 3  "تقديرات السكان 1/1/ 2025 - أقسام ومراكز". الجهاز المركزي للتعبئة العامة والإحصاء. 1 يناير 2025. اطلع عليه بتاريخ 2025-05-01.
2. 1 2 3 4  محمد الغلبان، محمد (1 أغسطس 1991). "النمو العمرانی لنواحی مرکز السنطه - غربیه خلال القرن العشرین". مجلة بحوث کلیة الآداب . جامعة المنوفیة. ج. 2 ع. 6: 103–160. DOI:10.21608/sjam.1991.142863. ISSN:2735-329X. مؤرشف من الأصل في 2022-03-10.
3. ↑  صالح (2014)، ج. 1، ص. 46.
4. ↑  ابن مماتي (1943)، ص. 93.
5. ↑  ابن الجيعان (1898)، ص. 80.
6. ↑  الإدريسي (1409)، ص. 236.
7. ↑  الحموي (1846)، ص. 257.
8. 1 2  رمزي (1953)، ص. 5.
9. ↑  رمزي (1953)، ص. 9.
10. ↑  رمزي (1953)، ص. 14.
11. ↑  "قرار رئيس الجمهورية العربية المتحدة رقم 1755 لسنة 1960". الجريدة الرسمية (نُشِر في 7 نوفمبر 1960). ع. 254. 12 أكتوبر 1960.
12. ↑  مبارك (1886)، ج. 2، ص. 59.
13. ↑  حسن (1996)، ص. 67-68.
14. ↑  غانم (2016)، ص. 150.
15. 1 2 3  بركات، رباب (1 يناير 2013). "التقييم الجغرافى لتوزيع السكان وكثافتهم بمدينتى طنطا والسنطة". مجلد المؤتمر السنوي الثامن والأربعون للإجصاء وعلوم الحاسب وبحوث العمليات بمعهد الدراسات والبحوث الاحصائية. مؤرشف من الأصل في 2024-04-17.
16. 1 2  الجهاز المركزي للتعبئة العامة والإحصاء (2017). "محافظة الغربية السكان والظروف سكنية". النتائج النهائية للتعداد العام للسكان والإسكان والمنشآت.
17. ↑  دليل المكتبات المصرية العامة والمتخصصة والأكاديمية. مركز المعلومات ودعم اتخاذ القرار. 1997. ص. 60.
18. ↑  وجه بحري محافظات ومديريات. تعداد سكان القطر المصري. بولاق: المطبعة الكبرى الأميرية (نُشِر في 1898). ج. 1. 1 يونيو 1897. ص. 642.
19. ↑  "تعداد سكان القطر المصري". تعداد سكان 1907. مصر: المطبعة الأميرية. 1909.
20. ↑  مصلة عموم الإحصاء (1929). "كراية تعداد مديرية الغربية لسنة 1927". تعداد مصر 1927. المطبعة الأميرية بالقاهرة.
21. ↑  مصلحة الإحصاء والتعداد (1953). "الكراسة رقم 12 - مديرية الغربية". تعداد سكان المملكة المصرية لسنة 1947. المطبعة الأميرية بالقاهرة. ج. 1.
22. ↑  مصلحة الإحصاء والتعداد (1962). "محافظة الغربية". التعداد العام للسكان 1960. دار النصر للطباعة والنشر والإعلان. ج. 1.
23. ↑  الجهاز المركزي للتعبئة العامة والإحصاء (سبتمبر 1978). "تعداد السكان، النتائج التفصيلية، محافظة الغربية". التعداد العام للسكان والإسكان 1976.
24. 1 2  الجهاز المركزي للتعبئة العامة والإحصاء. "محافظة الغربية". الحصر الشامل - خصائص السكان، النتائج النهائية للتعداد العام. ج. 2.
25. ↑  الجهاز المركزي للتعبئة العامة والإحصاء (ديسمبر 1998). "محافظة الغربية". النتائج النهائية للتعداد العام للسكان والإسكان والمنشآت.
26. ↑  الجهاز المركزي للتعبئة العامة والإحصاء (مايو 2008). "محافظة الغربية". النتائج النهائية للتعداد العام.
27. 1 2 3  محمـــد أحمـــد صقــر، میــــاده؛ احمد  عبده، سعید؛ عبد القوی، احمد (1 ديسمبر 2019). "مقومات الصناعات الغذائیة في محافظة الغربیة". مجلة البحث العلمی فی الآداب. ج. 5 ع. 10: 161–183. DOI:10.21608/jssa.2019.75485. ISSN:2356-833X. مؤرشف من الأصل في 2024-03-10.
28. ↑  علي، عبد العزيز عبد القادر (2000). محافظة الغربية. المجلس الأعلى للثقافة. ص. 138–139.
29. ↑  "قرار رئيس مجلس الوزراء رقم 1076 لسنة 2012". الجريدة الرسمية (نُشِر في 1 نوفمبر 2012). ع. 44. 17 أكتوبر 2012.
30. ↑  الضباع (2015)، ص. 72.

### وب
1. ↑  "مستشفى السنطة الجديد يرى النور قريبًا". بوابة الأهرام. 1 أبريل 2024. اطلع عليه بتاريخ 2024-04-16.
2. ↑  "محافظ الغربية في جولة تفقدية لمحيط الكنائس بالسنطة وزفتى". صدى البلد. 30 ديسمبر 2021. مؤرشف من الأصل في 2024-04-17. اطلع عليه بتاريخ 2024-04-15.
3. ↑  "الأنبا بولا مطران طنطا". مؤرشف من الأصل في 2024-04-08. اطلع عليه بتاريخ 2024-04-07.
4. ↑  "مركز السنطة بالغربية إمبراطورية زراعة العنب وإنتاج الزبيب على مستوى الجمهورية.. أحد المزارعين: شتل العنب يبدأ في يناير والإنتاج بعد 18 شهرا.. ويصل إنتاج فدان البشاير من 3 لـ6 أطنان وبمرور الموسم يصل لـ15 طنا". اليوم السابع. 13 أبريل 2024. مؤرشف من الأصل في 2024-04-13. اطلع عليه بتاريخ 2024-04-15.
5. ↑  ياسر أبو شامية (14 أكتوبر 2023). "إنجازات غير مسبوقة في مياه الشرب والصرف الصحى بالغربية". بوابة الأهرام. الغربية. مؤرشف من الأصل في 2024-04-16. اطلع عليه بتاريخ 2024-04-15.
6. ↑  "إفتتاح أكبر محطة تقوية لإرسال إذاعة القرآن الكريم". مصراوي.كوم. مؤرشف من الأصل في 2024-04-16. اطلع عليه بتاريخ 2024-04-15.
7. ↑  "محافظة الغربية". الهيئة العامة للاستعلامات. 27 يوليو 2022. مؤرشف من الأصل في 2024-03-14. اطلع عليه بتاريخ 2024-03-06.
8. ↑  "قيادات المحافظة". gharbeia.gov.eg. مؤرشف من الأصل في 2022-07-05. اطلع عليه بتاريخ 2024-03-06.

## ثبت المراجع
- الحموي، ياقوت (1846). المشترك وضعا والمفترق صقعا. محرر: هاينريش فيرديناند فوستنفيلد.
- ابن الجيعان (1898). التحفة السنية بأسماء البلاد المصرية. القاهرة: الكتخبانة الخديوية، المطبعة الأهلية. ص. 87.
- مبارك باشا، علي (1888). الخطط التوفيقية الجديدة لمصر القاهرة ومدنها وبلادها القديمة والشهيرة. المطبعة الكبرى الأميرية.
- ابن مماتي، الأسعد (1943). قوانين الدواوين. تحقيق:عزيز سوريال عطية. الجمعية الزراعية الملكية.
- رمزي، محمد (1953). القاموس الجغرافي للبلاد المصرية: من عهد قدماء المصريين إلى سنة 1945، القسم الثاني. الهيئة المصرية العامة للكتاب. ج. 2.
- الإدريسي (1989)، نزهة المشتاق في اختراق الآفاق، بيروت: عالم الكتب، QID:Q120648765
- صالح، عبد العزيز (2014). حضارة مصر القدمة وآثارها. مكتية الأنجلو المصرية. ج. 1. ص. 46.
- الضباع، علي محمد (2015). شرح الضباع المسمى مختصر بلوغ الأمنية على متن إتحاف البرية بتحريرات الشاطبية. دار الكتب العلمية. ص. 72. ISBN:9782745176455.<
- غانم، إبراهيم علي (2016). أمن مصر المائي: جغرافيا وهيدرولوجيا وقانونيا وسياسيا (ط. 1). المنهل. ص. 150. ISBN:9796500404677.